# Alyssa Thompson
Alyssa Thompson, född den 7 november 2004 i Los Angeles, är en amerikansk fotbollsspelare.

## Biografi
Alyssa Thompson inledde sin seniorkarriär i Angel City FC år 2023.  Hon har även representerat det amerikanska damlandslaget där hon debuterade 2022.